# Nemia lata
Nemia lata är en insektsart som beskrevs av Bo Tjeder 1967. Nemia lata ingår i släktet Nemia och familjen Nemopteridae. Inga underarter finns listade i Catalogue of Life.